# Hermagor-Pressegger See
Hermagor-Pressegger See é um município da Áustria localizado no distrito de Hermagor, no estado da Caríntia.